# Медаља за заслуге (Црна Гора)
Медаља за заслуге  је одликовање Црне Горе. Медаља је установљена 5. маја 2005. године доношењем Закона о државним одликовањима и признањима. Додјељује је предсједник Црне Горе. Медаља за заслуге додјељује се за заслуге у извршавању повјерених задатака који посебно доприносе пријатељским односима између Црне Горе и других држава..

## Изглед ордена
Лице Медаље чине три концентрична прстена. У централном дијелу рељефно је представљен Данилов крст, између чијих кракова се налазе штитови на којима су грбови црногорских династија: Војислављевића, Балшића, Црнојевића и Петровића. Наличје Медаље чине три концентрична прстена..